# Unión Militar Rusa
La Unión Militar Rusa (en ruso: Русский Обще-Воинский Союз, abreviado en español ROVS, abreviado en ruso РОВС) es la organización militar más conocida de la emigración blanca. Fue creada el 1 de septiembre de 1924 por el Comandante en Jefe del Ejército Blanco, el teniente general Piotr Wrangel, conocido como el Barón Negro.
El propósito aparente de la organización era brindar ayuda a los veteranos del movimiento blanco ruso (generalmente también del Ejército Imperial Ruso), soldados y oficiales por igual, que ahora vivían fuera de la URSS; el objetivo no declarado era mantener una organización militar rusa con miras a luchar contra los bolcheviques . Ellos, junto con la Unión-Orden Imperial Rusa, son las organizaciones más antiguas que representan al gobierno blanco ruso en el exilio, siendo esta última la más monárquica de las dos.

## Historia

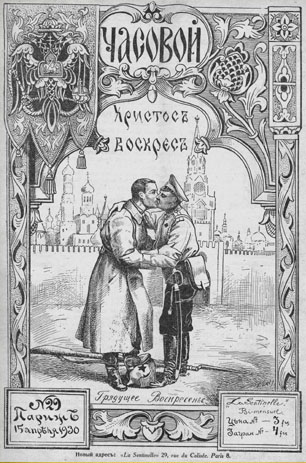
Revista "Relojes", de 1930

Después de la Guerra Civil y antes de la Segunda Guerra Mundial, fue la mayor organización de la emigración blanca ; en el momento de su creación,  contaba con menos de 100 mil miembros. La organización llevó a cabo sus principales actividades hasta el año 1940, sus últimos documentos oficiales datan del año 2000. Actualmente, en Rusia existe una organización del mismo nombre que se considera como su sucesora.
Inicialmente, la sede de la ROVS estaba ubicada en Belgrado (Yugoslavia), desde 1926 en Bruselas, desde 1929 en París, y sus departamentos y sucursales estaban en Europa, América del Sur, Estados Unidos y China. Las principales tareas del ROVS eran preservar el ejército blanco y asegurar el sustento de sus miembros.
la ROVS incluía organizaciones que unían a exmilitares del ejército blanco que pertenecían a unidades militares, o en un territorio determinado (por ejemplo, la Unión de Gallipoli en Francia), o porque pertenecían a partes del Ejército Imperial Ruso (por ejemplo, la Asociación de Granaderos).
El principal periódico de la ROVS fue la revista Hora (su editor fue Orekhov ), que comenzó a publicarse con la aprobación del general Kutepov en 1929 y se publicó intermitentemente durante 1941-1945 hasta principios de 1988, siendo considerada una publicación independiente.
Desde 1922, la composición del ejército ruso, debido a la falta de fondos de sus comandantes, se vio obligada a ser autosuficiente. Las unidades militares y el ejército en su comenzaron a desintegrarse. Los emigrantes blancos comenzaron a crear numerosos sindicatos, que se unieron a la ROVS. Inicialmente, las actividades de la ROVS fueron financiadas por los comandos del Ejército Blanco, luego por cuotas de membresía y donaciones.
A disposición del ROVS estaba el "Fondo para la Salvación de Rusia", con el que se financiaban sus actividades. Se realizaron numerosos eventos culturales y deportivos, se organizaron cursos, museos, se publicaron numerosos periódicos, revistas y memorias. Se educó a los jóvenes, se realizó un trabajo histórico-militar y continuaron las actividades del cuerpo de cadetes. En 1927, la Juventud Patriótica Rusa se unió al ROVS. Numerosos museos de regimiento, creados por emigrantes militares blancos, guardaban pancartas, premios, documentos, memorias y otras reliquias. Las actividades históricas y culturales del ROVS permitieron preservar la cultura rusa, las tradiciones militares y el idioma de los emigrantes: la actividad educativa tenía un alto nivel y fue capaz de movilizar la emigración rusa.
La ROVS ayudó a sus miembros que estaban desempleados dándoles dormitorios, comidas, buscando trabajos vacantes y emitiéndoles asignaciones para viajar a un nuevo trabajo. Se brindó asistencia financiera a discapacitados y familias de militares. También se pagaban pequeñas asignaciones a las filas del ejército.
Se proclamó que los principios fundamentales del ROVS eran apolíticos y sin prejuicios, pero en sus actividades la Unión en realidad se adhirió a una orientación de centro-derecha. 
Los voluntarios de ROVS realizaron trabajos clandestinos en el territorio de la URSS. Este trabajo tenía como objetivo preparar un levantamiento armado y derrocar la dictadura bolchevique en Rusia. Al mismo tiempo, la ROVS organizó todo un sistema de instituciones educativas militares y cursos en el exilio, donde se llevó a cabo el reclutamiento de oficiales y el entrenamiento militar de la juventud de emigrantes rusos. Por lo tanto, en la década de 1920-1930, las actividades del ROVS fueron controladas por los servicios especiales soviéticos, quienes hicieron un gran ezfuerzo para combatirlo, organizaron secuestros y asesinatos de sus líderes en los territorios. de estados extranjeros. críticos como Mankov, Vereshanin, aseguraban que la ROVS no fue el único sucesor del Ejército Blanco y la Armada Imperial Rusa, ya que hubo otras alianzas militares, como el "Cuerpo del Ejército" y la "Armada Imperial", que se opusieron a la ROVS. Pero tales organizaciones no podrían compararse con la ROVS en términos de número e influencia.
En 1924-1928, tuvo lugar una confrontación interna en el liderazgo de la ROVS entre Wrangel y Kutepov sobre la cooperación con el gran duque Nikolai Nikolayevich. La cooperación podría dar una idea monárquica para la ROVS y los fondos necesarios, pero Wrangel se negó por completo.
Antes del inicio de la Segunda Guerra Mundial, la ROVS estaba dividido en departamentos en los que cada uno estaba a cargo de países y regiones:
Al mismo tiempo, la ROVS no pudo crear un solo movimiento político listo para el combate. Solo los ataques terroristas individuales tuvieron éxito, pero el sindicato no pudo organizar una clandestinidad o realizar un levantamiento armado al menos en algún lugar de la Rusia soviética. La invasión de destacamentos armados en el territorio de la URSS no el éxito esperado (por ejemplo, en 1929 desde China). La contrainteligencia de la ROVS tampoco pudo resistir el reclutamiento de miembros por parte de la OGPU y la NKVD, no pudo proteger la vida de sus líderes Kutepova y Miller.
Los líderes de la ROVS se opusieron a la participación de sus miembros en partidos políticos. También se les prohibió estar en otras organizaciones monárquicas y reconocer al gran duque Kirill Vladimirovich como zar, y quienes lo hicieron fueron inmediatamente expulsados de la Unión: así se hizo con el general Anton Tourkoul, que creó la Unión Nacional Rusa de Participantes de Guerra a partir de los oficiales que abandonaron el ROVS.

### Servicios secretos soviéticos contra ROVS
En 1937, un miembro de la ROVS, el general Skoblin, fue acusado de colaborar con los servicios secretos soviéticos. Con la ayuda del agente Tretyakov, los chequistas instalaron micrófonos en la sede en París de la ROVS y escucharon todas las reuniones secretas de la organización. Las operaciones más conocidas de los chequistas fueron el secuestro de los líderes de la ROVS, primero en 1930, el general Kutepov, y siete años después, el general Miller .
Según el escritor Platonov, la desaparición de los generales provocó el pánico entre una parte de la emigración por la “omnipresencia de la GPU” y desmoralizó a la emigración rusa. Sin embargo, según el escritor S. Yu. Rybas, no hubo desmoralización, y varias personas sabían del secuestro, incluido el propio Kutepov, a quien se le advirtió sobre su posible secuestro. 
En 1937-38, en el Territorio de Siberia Occidental de la URSS, la NKVD disparó a más de 20 mil personas acusándolas de complicidad con la ROVS. 

### ROVS y la guerra en España
La dirección del ROVS planeó enviar pequeños militares destacamentos a España, que, unidos bajo el mando del general Skoblin y bajo el mando de Mando de Kornilov, debían luchar contra los destacamentos comunistas. Pero este plan nunca se realizó. La dirección del ROVS se reunió con Franco y le ofreció 800 oficiales experimentados en su ejército, pero las condiciones económicas no convenían al caudillo.
Solo un pequeño grupo de voluntarios de la ROVS (más de cien voluntarios) lucharon contra los republicanos en España (del lado de los nacionalistas españoles del general Franco).
Al final de las hostilidades, los voluntarios rusos fueron condecorados con rangos y premios. También se les permitió obtener la ciudadanía española. Algunos miembros de la ROVS también lucharon del lado de los republicanos. 
El 25 de octubre de 1939, en Madrid (España), el general Moscardó recibió en el palacio real a los voluntarios blancos rusos que lucharon contra los republicanos en las filas del Ejército Nacional Español.
El 29 de octubre de 1939, los voluntarios rusos que lucharon del lado de la España Franquista fueron presentados personalmente al caudillo Generalísimo F. Franco en su residencia.
El 4 de diciembre de 2014, la Fundación Nacional Francisco Franco, presidida por María Carmen del Franco y Polo de España, duquesa de Franco, destaca los méritos de los Voluntarios Blancos Rusos en la guerra de 1936-1939 y la aportación del ROVS a la lucha contra el comunismo, incorporó a la Unión Militar Rusa a sus filas de miembros honorarios y entregó un diploma de honor a la dirección del ROVS.

### ROVS y la guerra en Finlandia
En diciembre de 1939, con el estallido de la Guerra de Invierno, el jefe de la ROVS, el general Arkhangelsky, se dirigió al mariscal de campo Mannerheim con una propuesta para la participación de voluntarios rusos en la lucha armada contra el Ejército Rojo en el frente soviético-finlandés. Sin embargo, debido al temor de los finlandeses a las complicaciones políticas, no exigieron la ayuda de la emigración blanca rusa.
Recién en febrero de 1940 un pequeño grupo de oficiales de la ROVS tuvo la oportunidad de participar en esta guerra. Estos oficiales  ayudaron a formar el Ejército Popular Ruso a partir de los soldados del Ejército Rojo capturados y dirigieron cinco destacamentos (150 personas en total). Uno de los destacamentos participó en una operación de combate contra el Ejército Rojo.

### La Segunda Guerra Mundial
En la Segunda Guerra Mundial, las filas de la ROVS se aislaron unas de otras en lados opuestos del frente, se interrumpió la gestión de la Unión y el jefe del ROVS, el teniente general Arkhangelsky, estando en la Bélgica ocupada, los alemanes lo privaron de la oportunidad de trabajar. Sin embargo, la razón principal por la que durante toda la guerra la ROVS no formó una sola unidad militar fue que ninguna de las partes en conflicto se propuso la tarea de revivir la Gran Rusia, Unida e Indivisible, libre del bolchevismo. Las autoridades alemanas en los territorios bajo su control limitaron de todas las maneras posibles las actividades de la ROVS o lo prohibieron directamente (Alemania, Checoslovaquia, Yugoslavia). La posición ideológica de Belykh, seguida constantemente por la ROVS, contradecía los planes de los nazis. Por la misma razón, los alemanes tomaron medidas para evitar que los emigrantes blancos rusos, especialmente los miembros del ROVS, ingresaran al Frente Oriental. Sin embargo, contrariamente a las prohibiciones de los alemanes, los intentos de los exguardias Blancos de ingresar en la Wehrmacht, el ejército italiano o la División Azul española se realizaron de forma individual.
En septiembre de 1939, con el estallido de la Segunda Guerra Mundial, las filas del I Departamento de la ROVS se movilizaron en el ejército francés. En París, se formó el "Comité de Asistencia a los Rusos Movilizados bajo la ROVS en Francia".
El 16 de diciembre de 1939, en París, hubo una reunión de los jefes de las organizaciones militares del I Departamento del ROVS, la Unión Naval y las Tropas Cosacas y el gran duque Vladimir Kirillovich.
El 6 de abril de 1941, las tropas de Alemania y sus aliados invadieron el Reino de Yugoslavia; y el jefe del IV Departamento de la ROVS, el teniente general Barbovich, jefe de la división Kuban, el general Zborovsky y el comandante de la división cosaca, el coronel Rogozhin pusieron a las unidades de la ROVS a disposición del Mando Militar Real Yugoslavo.
En abril de 1941, como resultado de la rendición y ocupación de Yugoslavia, las autoridades alemanas prohibieron oficialmente las actividades de la ROVS en el territorio Yugoslavo. El 10 de mayo de 1941 en Bélgica, las autoridades de ocupación alemanas cerraron la revista RELOJ.
21 de mayo de 1941 Mayor General Von Lampe El jefe de la Asociación de Uniones Militares Rusas (ORVS), retirado bajo la presión de los nazis de la subordinación de la ROVS, se dirigió al Comandante en Jefe del Ejército Alemán (OKH), Mariscal de Campo V. von Brauchitsch con una solicitud, en caso de que estallaran las hostilidades contra la URSS, brindarían a las filas de la ROVS la oportunidad de participar en la lucha armada contra las autoridades comunistas en Rusia.
Con el ataque de Hitler a la URSS, el jefe de la Unión, el teniente general Arkhangelsky formuló la posición oficial de la ROVS sobre el tema de la guerra soviético-alemana, abogando por la participación de emigrantes blancos del lado de la Alemania nazi, en caso de que el ejército alemán luchara contra el bolchevismo, pero no por la toma del territorio ruso.
Sin embargo, algunos de los oficiales del ROVS participaron de madera individual en la guerra, siendo movilizados por la fuerza o de manera voluntaria, tanto en las unidades alemanas (principalmente en los Balcanes) como en los ejércitos de la coalición antifascista, sin embargo, el número de combatientes antifascistas fue menor, ya que los militares de la emigración blanca propugnaban principalmente la derrota de la URSS. La mayoría de los miembros de la ROVS no participaron en la guerra ni se aliaron a ninguno de los bandos.
Desde junio de 1941, el comando alemán permitió que los emigrantes blancos rusos ingresaran al territorio de Rusia como parte de la Wehrmacht solo como traductores. Más de 300 traductores rusos fueron enviados a los campos de batalla. Como parte de las tropas alemanas, se formaron varias compañías separadas que participaron en las hostilidades y varios batallones de reconocimiento y sabotaje a partir de emigrantes blancos.
El 12 de septiembre de 1941, el Cuerpo Protector Ruso comenzó a formarse en Yugoslavia por iniciativa y bajo el mando del legitimista monárquico mayor general F. Skorodumova (no miembro de la ROVS). y algunos de los oficiales del antiguo Departamento de la ROVS, ya prohibida por los alemanes, se unieron voluntariamente a esta formación para proteger a la emigración rusa pacífica del terror de los partisanos de Tito, y también con la esperanza de ingresar a Rusia como parte de esta formación.
En marzo de 1942, se anunció en Bulgaria la admisión de voluntarios al Cuerpo Protector Ruso. La mayor parte de las filas del III Departamento del ROVS, por recomendación del Jefe del Departamento, el general F. F. Abramov, se inscribieron como voluntarios en el Cuerpo Protector Ruso.
El 21 de marzo de 1942, el primer grupo de voluntarios de la ROVS de Bulgaria llegó a Belgrado para unirse al Cuerpo Protector Ruso.
Los emigrantes blancos también sirvieron en unidades policiales en el territorio Ocupados de la Unión Soviética, en junio de 1942, formaron un destacamento especial en Dorogobuzh, que destruyó el movimiento partisano en toda la región.
Con el advenimiento del movimiento Vlasov, los líderes de la ROVS consideraron la posibilidad de crear un único movimiento antibolchevique ruso. En su carta al mayor general Von Lampe, Arkhangelsky escribió: “Ponte en contacto con Ndreevich porque es necesario para un ejército antibolchevique, e incluso recibir entrenamiento antibolchevique especial. ¿Cómo podemos nosotros, enemigos jurados del bolchevismo y los nacionalistas rusos, permanecer indiferentes? ».
En otoño de 1944, la dirección soviética exigió a las autoridades belgas la extradición del jefe del ROVS, general  Arkhangelsky y otras figuras de la ROVS que estuviesen en esas  país. Las autoridades belgas arrestaron al general Arkhangelsky, El Jefe del Departamento el General Hartmann, y ex secretario del general Wrangel Kotlyarevsky. Sin embargo, tras una exhaustiva investigación que estableció la ausencia de la cooperación entre la ROVS y los alemanes, todos fueron liberados.
El 21 de abril de 1945, las autoridades finlandesas arrestaron y entregaron a la URSS a varios miembros del ROVS, encabezados por el general Dobrovolski.

### Posterior a la Segunda Guerra Mundial
Después de la Segunda Guerra Mundial, la ROVS pasó gradualmente de ser una organización de personal militar de los blancos a una de veteranos. Muchos miembros de la organización abandonaron Europa y se trasladaron a los Estados Unidos., creando varios centros históricos y culturales, por ejemplo, en Jordanville.

### Después de 1991
En septiembre de 1992, la ROVS comenzó a trabajar en la transferencia de sus actividades de emigración directamente a Rusia. El 22 de febrero de 1996, de acuerdo con la Orden del Presidente, el teniente Granitov, se abrió en Rusia el primer Departamento en Rusia. Actualmente, en varias ciudades de Rusia, así como en los países de la diáspora rusa, existen departamentos, sucursales y oficinas de representación de la ROVS. El órgano impreso oficial de la Unión es la revista Vestnik ROVS.
En 1990-2000, el departamento de la ROVS en Rusia no apoyó las propuestas de la diáspora rusa para detener la lucha y comenzar la reconciliación y la cooperación con las autoridades establecidas en Rusia después de 1991. Este enfrentamiento resultó en llamados de esta parte de la diáspora rusa para el cierre de la ROVS y otras viejas organizaciones de emigrantes por haber perdido su relevancia. En 2000, cesaron las actividades del ROVS fuera de Rusia. Por lo tanto, V. A. Vishnevsky, quien en 2000 ocupó el cargo de presidente de ROVS en Rusia, realizó una encuesta para conocer su opinión sobre el destino futuro de la Unión.
Como resultado Vishnevsky no dio la orden de cerrar o reorganizar la ROVS. Después de la muerte de su muerte, el cargo de presidente fue asumido por su primer adjunto Ivánov.
La encuesta mostró que algunos miembros de asociaciones de cuerpos de cadetes rusos extranjeros que ya habían cooperado con las autoridades rusas, incluidos aquellos con grandes intereses comerciales en Rusia, estaban a favor de cerrar la ROVS. Por el contrario, los veteranos de la Unión, encabezados por el más antiguo de ellos, el último Caballero de la Cinta de San Jorge de la Guerra Civil, el profesor Fiódorov , declaró que la formulación de la cuestión de la liquidación de la ROVS es "una traición a la Causa Blanca" y abogó por la continuación del trabajo.
Manteniéndose ideológicamente en sus posiciones originales, LA ROVS se dio a la tarea de buscar una condena legal oficial de las actividades del PCUS. Por lo tanto, la ROVS apoyó activamente la iniciativa de la Asamblea Parlamentaria del Consejo de Europa ( PACE ) sobre la necesidad de una condena internacional del comunismo, al tiempo que señaló el enfoque inconsistente de PACE a la hora de condenar la ideología y la práctica de comunismo y la inadmisibilidad de echar la culpa de los crímenes del comunismo al pueblo ruso.
La posición ideológica de la ROVS en el período posterior a la partición de la URSS y el colapso del PCUS encontró oposición de las autoridades oficiales y los servicios especiales de Ucrania y la Federación Rusa, así como de parte de la diáspora rusa que coopera con las autoridades de la Federación Rusa.
El 30 de diciembre de 2004 la ROVS estableció sus principales taras la cuales fueron:
- Mantener un alto espíritu caballeresco, conciencia nacional y ética militar entre los miembros de la Unión.
- Una lucha intransigente contra las falsas enseñanzas del comunismo y el bolchevismo nacional, así como contra otras corrientes antinacionales destinadas a destruir el estado histórico ruso.
- Preservación y desarrollo de la herencia ideológica del movimiento Blanco Ruso como la plataforma más relevante para el renacimiento del estado Ruso y sus Fuerzas Armadas.
- Preservación y transmisión a las nuevas generaciones de la memoria de los soldados rusos que cayeron " por la Fe, el Zar y la Patria ", así como los que murieron en la lucha por la liberación de su patria del comunismo, que fueron torturados en la mazmorras bolcheviques y los que murieron en el exilio
- Asistencia integral para la preservación y mantenimiento en orden de monumentos histórico-militares y lugares de enterramiento de soldados rusos.[17]

La ROVS apoyó la instalación del primer monumento en Rusia al primer Presidente de la ROVS  Wrangel en Kerch.

### Participación en el conflicto armado en el este de Ucrania
En 2014, los voluntarios de ROVS participaron en el enfrentamiento en el este de Ucrania, siendo parte de la milicia del Dombass. Las filas de la ROVS, encabezadas por el presidente de la Unión, el Capitán  Ivanov, participaron en las batallas por Slavyansk, en particular, se destacaron en las batallas cerca de Nikolaevka . Poco después de la retirada de Slavyansk, Ivanov, con el rango de mayor, fue designado para el puesto de jefe de la Dirección Política de la sede de la RPD, pero pronto fue destituido de este puesto. Después del 5 de julio, las filas del ROVS participaron en las batallas por Donetsk.
En agosto-septiembre, la ROVS abandonó la RPD. Según el presidente del ROVS Ivanov, la razón de esto fue el cambio de situación política interna en la RPD.
Desde julio de 2015, la Mancomunidad de Veteranos de la Milicia de Donbass (RED) está encabezada por el presidente de la ROVS, el exjefe de la Dirección Política de la sede de la RPD I. Ivanov. Cerrado en 2017 por motivos ideológicos.

## Ideología

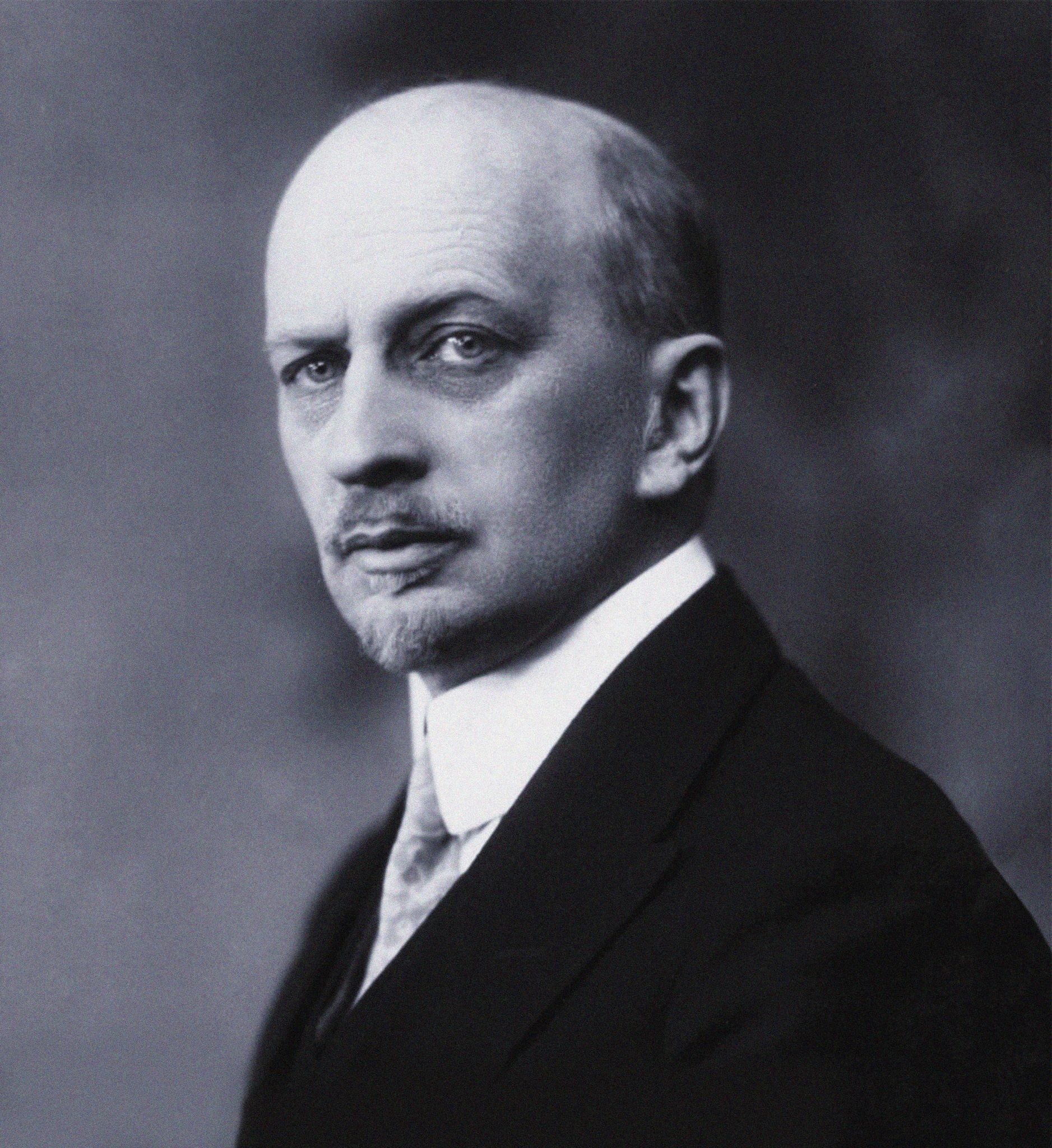
Ilyin, Ivan Aleksandrovich, ideólogo de la ROVS. 1927

Posicionándose como el sucesor del Ejército Imperial Ruso y los ejércitos del ejército blanco de la guerra civil rusa, la ROVS heredó en su totalidad las tradiciones del movimiento Blanco Ruso, continuando y desarrollando su ideología.
La posición ideológica de la ROVS se establece en los trabajos de su principal ideólogo, el profesor I. A. Ilyin (1883-1954). En la revista Russian Bell publicada por él (1927-1930) permitiendo a la ROVS formar su propia ideología para la continuación de la Lucha Blanca. 
I. A. Ilyin describió sus puntos de vista sobre el papel y las tareas del ROVS en la liberación y el renacimiento de la Rusia Sagrada de la forma más concisa en el artículo "¿Qué es la Unión Militar Rusa (R. O. V. S.)" "publicado de 1948 a 1954 bajo el título "solo para personas de ideas afines", publicado en 1956 en 2 volúmenes, y especialmente destinado a miembros de la ROVS, según algunos investigadores, no ha perdido su relevancia política hasta la actualidad.11[cita requerida]
La tarea principal de estos artículos es era la Idea de un posible renacimiento de la Rusia Blanca, que cada miembro del ROVS tuvo que desarrollar de forma independiente sobre la base su experiencia personal y nacional.

## Estructura organizativa
En septiembre de 1992, la ROVS comenzó a trabajar en la transferencia de sus actividades de emigración directamente a Rusia. El 22 de febrero de 1996, de acuerdo con la Orden del Presidente de la ROVS, el teniente V. V. Granitov, se abrió en Rusia el primer Departamento de la ROVS en Rusia. Actualmente, en varias ciudades de Rusia, como en los países de la diáspora rusa departamentos, sucursales y oficinas de representación de la ROVS. El órgano impreso oficial de la Unión es la revista Vestnik ROVS.
- Departamento I - Gran Bretaña, Holanda, Dinamarca, Egipto, España, Italia, Noruega, Persia (Irán), Polonia, Siria, Finlandia, Francia con colonias, Suiza, Suecia ;
- Departamento II: Austria, Hungría, Alemania, la ciudad libre de Danzig, Letonia, Lituania, Estonia ;
- Departamento III - Bulgaria, Turquía ;
- Departamento IV - Grecia, Rumania, Yugoslavia ;
- Departamento V - Bélgica ;
- Departamento VI - Checoslovaquia ;
- La División del Lejano Oriente con sede en Harbin ;
- Departamento de Mongolia ;
- departamento norteamericano ;
- sucursal en Australia y Nueva Zelanda ;
- departamento sudamericano .

## Premios
En 1998 se les enrego la medalla “80 Años de la Lucha Blanca”. En el anverso hay una corona de espinas con una espada y los números 1918 - 1998. En el reverso, la inscripción A TRAVÉS DE LA MUERTE DEL BOLCHEVISMO HASTA EL RENACIMIENTO DE RUSIA EMRO. Acuñada en una pequeña edición.

## Máximos líderes de los ROVS

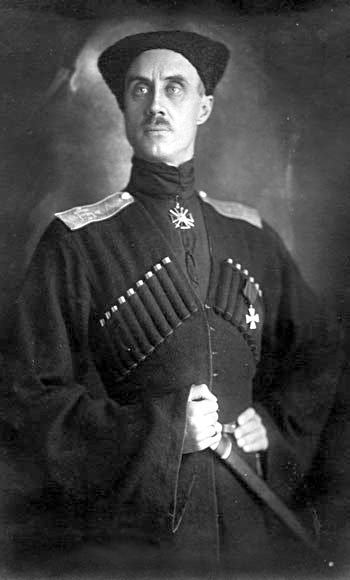
Teniente General Piotr Wrangel
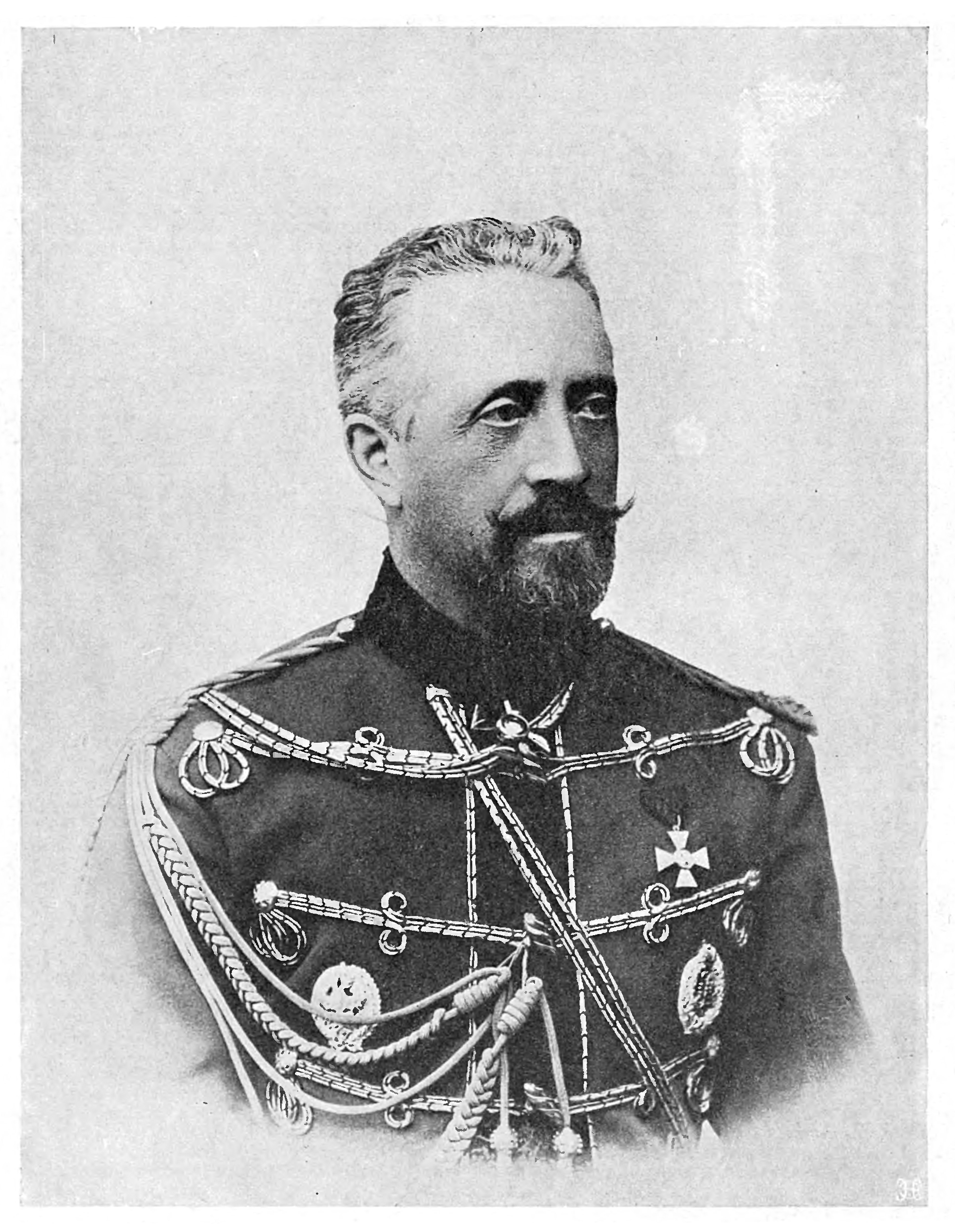
Gran Duque Nikolai Nikolaevich el Joven
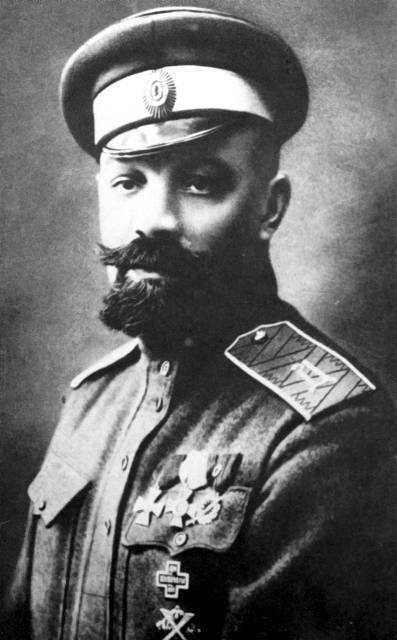
General de infantería A. P. Kutepov
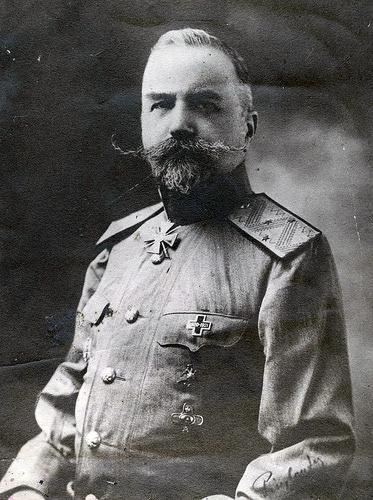
Teniente general E. K. Miller
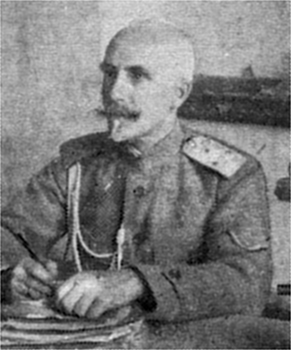
Teniente general AP Arkhangelsky
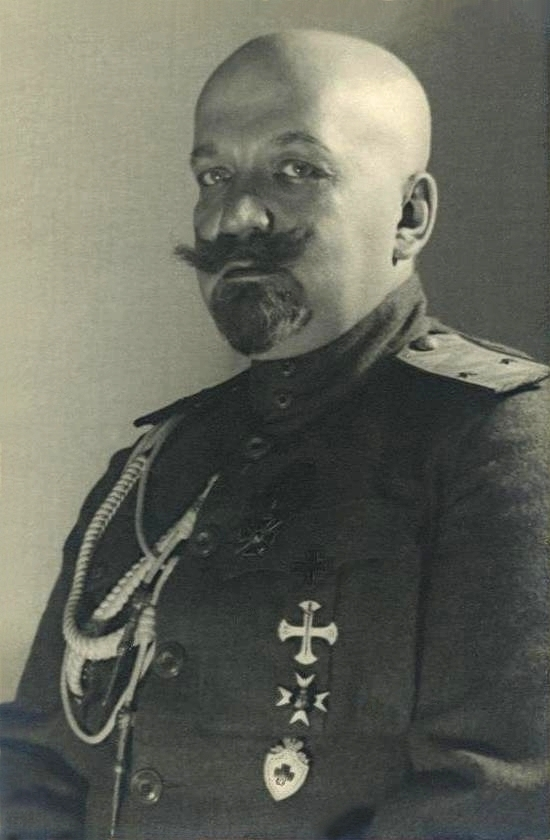
General de división A. A. von Lampe
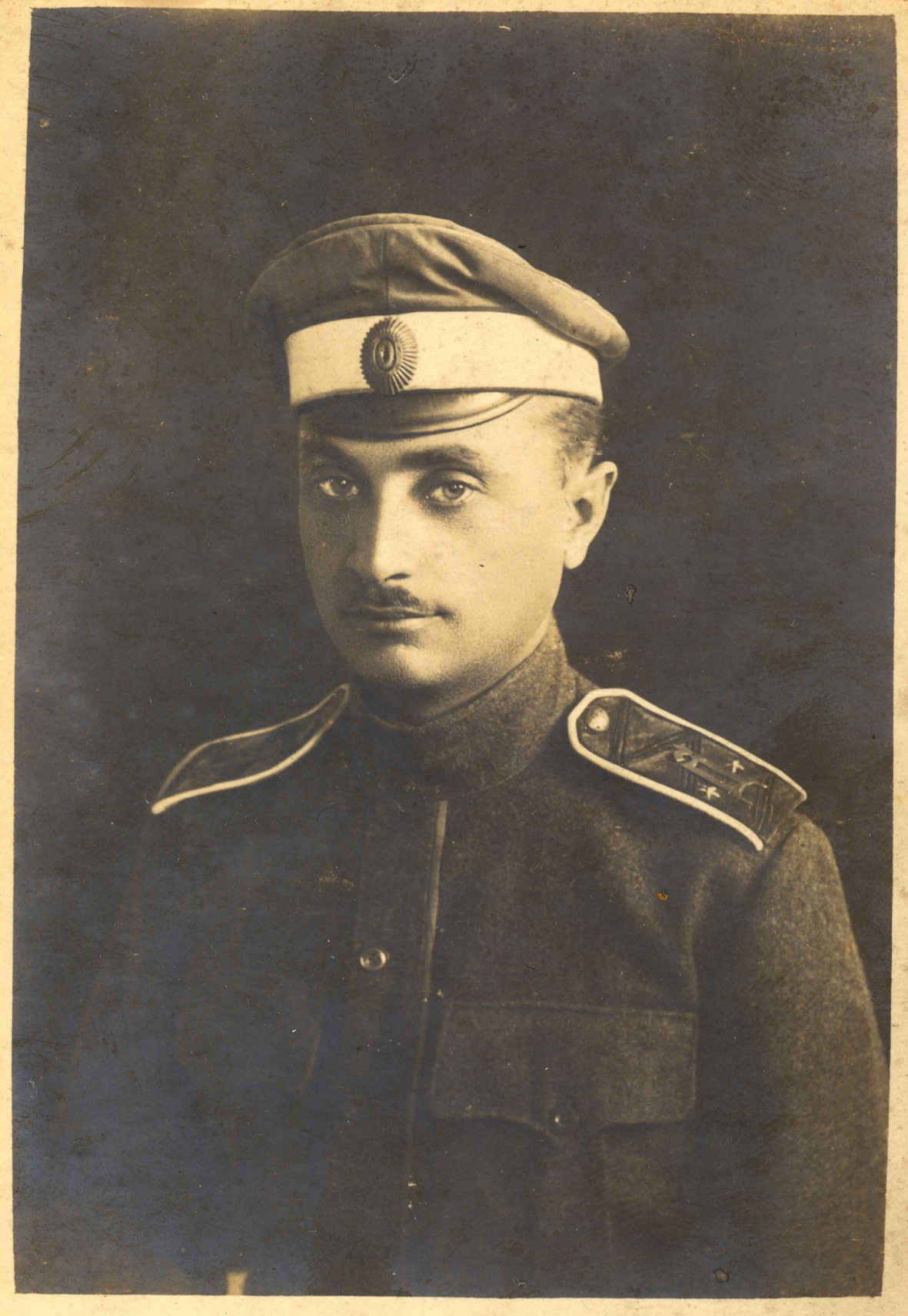
Mayor general V. G. Kharzhevsky

- 1924-1928 Wrangel, Pyotr Nikolaevich - fundador de la ROVS;
- 1924-1929 Nikolai Nikolaevich el Joven - Comandante Supremo del Ejército Ruso;
- 1929-1930 Kutepov, Alexander Pavlovich ;
- 1930-1937 Miller, Evgeny Karlovich ;
- 1937-1938 Abramov, Fedor Fedorovich ;
- 1938-1957 Arkhangelsky, Alexey Petrovich ;
- 1957-1967 Lampe, Alexey Alexandrovich ;
- 1967-1979 Kharzhevsky, Vladimir Grigorievich ;
- 1979-1983 Osipov, Vladímir Petrovich ;
- 1983-1984 Dyakov, Vladímir Ivánovich ;
- 1984-1986 Kalenichenko, Piotr Alekseevich ;
- 1986-1988 Ivanov, Boris Mijailovich ;
- 1988-1988 Iovich, Nikita Ivánovich ;
- 1988-1999 Granitov, Vladimir Vladimirovich ;
- 1999-2000 Butkov, Vladímir Nikolaevich ;
- 2000 Vishnevsky, Vladimir Alexandrovich ;
- desde 2000 Ivanov, Igor Borisovich .

## Imagen en el arte
En la película Captadores del Mayor Sokolov, la ROVS se enfrenta al general Sokolov de la Seguridad del Estado y su escuadrón especial.